# Rho Indi
Rho Indi (79 Indi) é uma estrela na direção da constelação de Indus. Possui uma ascensão reta de 22h 54m 39.56s e uma declinação de −70° 04′ 26.0″. Sua magnitude aparente é igual a 6.04. Considerando sua distância de 86 anos-luz em relação à Terra, sua magnitude absoluta é igual a 3.92. Pertence à classe espectral G4IV-V. Possui um planeta confirmado.